# تيري هوفمان
تيري هوفمان (بالإنجليزية: Terri Hoffman) هي كاتِبة أمريكية، ولدت في 21 مارس 1938 في فورت ستوكتون في الولايات المتحدة، وتوفيت في 31 أكتوبر 2015 في دالاس في الولايات المتحدة.